# Alojzy Cybulski
Alojzy Cybulski (ur. 1896 we wsi Bugaj, zm. 1947? na Lubelszczyźnie) – ludoznawca, kolekcjoner, twórca pierwszego muzeum regionalnego w Zawoi, poświęconego kulturze ludowej Górali Babiogórskich .

## Życiorys
Zachowało się niewiele informacji o jego życiu. W latach 1934–1939 mieszkał w Zawoi, gdzie prowadził mleczarnię. Z pomocą  Jerzego Muszyńskiego, emerytowanego prawnika i działacza regionalnego, założył małe muzeum regionalne. Mieściło się ono w zniszczonym budynku, należącym do zarządu lasów, tzw. Stolarni .
Współpracował z Muzeum Etnograficznym w Krakowie, którego ówczesny dyrektor, Tadeusz Seweryn, uznał go za „zasłużonego dla kultury polskiej”. W archiwum Muzeum Etnograficznego w Krakowie zachował się list z dnia 18 maja 1938 r. do Wydziału Sztuki Min. WRiOP w Warszawie, w którym Alojzy Cybulski informuje o powstaniu w lipcu 1936 r. zbiorów regionalnych jako zaczątku przyszłego Muzeum Babiogórskiego .
Alojzy Cybulski jest autorem jednej z najcenniejszych pozycji źródłowych dotyczących stroju Górali Babiogórskich – opracowania powstałego w odpowiedzi na ankietę Poradni w Sprawie Stroju Ludowego działającej przy Muzeum Etnograficznym w Krakowie. Cybulski zawarł w nim materiały z własnych badań i obserwacji, prowadzonych głównie na terenie Zawoi i Skawicy.
Po wybuchu II wojny światowej opuścił Zawoję. Zginął prawdopodobnie w 1947 na Lubelszczyźnie zamordowany przez UPA.

## Zbiory muzealne
Podczas II wojny zbiory zgromadzone przez Alojzego Cybulskiego uległy rozproszeniu – część wywieźli hitlerowcy, z prawdopodobnym przeznaczeniem do muzeów Goralenvolku, część rozgrabili miejscowi. Po wojnie ocalałe eksponaty zebrał Babiogórski Park Narodowy. Pierwotne zasoby muzeum znane są dzięki dokumentom sporządzonym w latach powojennych. Protokół przejęcia zbiorów etnograficznych byłego Muzeum Babiogórskiego z dnia 10 stycznia 1961 r. zawiera spis przedmiotów muzealnych z lat 1945-48, odtworzoną księgę inwentarzową Muzeum Babiogórskiego, rewersy na eksponaty zabrane w 1949 r. przez Konserwatora Wojewódzkiego do renowacji. Protokół zdawczo-odbiorczy z 29 stycznia 1960 r. zawiera spis eksponatów wypożyczonych z Muzeum Babiogórskiego przez Muzeum Etnograficzne w Krakowie na ogólnopolską wystawę sztuki ludowej. Jest też spis obrazów przekazanych Muzeum Etnograficznemu jako depozyt. W 1951 r., w odpowiedzi na ankietę dotyczącą strat wojennych, Jerzy Muszyński, współtwórca Muzeum Babiogórskiego, spisał eksponaty zaginione podczas wojny .
Urszula Janicka-Krzywda w Katalogu zbiorów etnograficznych Babiogórskiego Parku Narodowego szacuje, że z kolekcji Cybulskiego ocalało ok. 300 obiektów. Są to obrazy (głównie oleodruki), rzeźby w drewnie, naczynia bednarskie związane z pasterstwem (foremki do masła i sera, czerpaki do żętycy), naczynia drewniane (solniczki, stępki, odcedzarki), łyżniki, naczynia żeliwne oraz jarzma, widły, narzędzia ciesielskie i stolarskie, a także elementy stroju: cucha, spodnie, pas i kapelusz .